# 4 Bośniacko-Hercegowiński Pułk Piechoty
4 Bośniacko-Hercegowiński Pułk Piechoty (niem. Bosnisch-herzegowinisches Infanterieregiment Nr. 4) – pułk piechoty cesarskiej i królewskiej Armii. 
Pułk został sformowany 1 stycznia 1894 roku z połączenia trzech samodzielnych batalionów piechoty:
- Bośniacko-Hercegowińskieego Batalionu Piechoty Nr 4 w Mostarze, który został utworzony w 1885 roku,
- Bośniacko-Hercegowińskiego Batalionu Piechoty Nr 8 w Wiedniu, który został utworzony w 1889 roku,
- Bośniacko-Hercegowińskiego Batalionu Piechoty Nr 12 w Mostarze, który został utworzony w 1892 roku.

Kolory pułkowe: czerwony (niem. alizarinrot), guziki złote z numerem „4”. Skład narodowościowy w 1914 roku 95% – Chorwaci, Serbowie, 5% inni.
W 1894 roku pułk stacjonował w Mostarze z wyjątkiem II batalionu, który był detaszowany w Wiedniu.
Do 1908 roku komenda pułku oraz bataliony I i III stacjonowały w Wiedniu, natomiast II batalion w Mostarze. Okręgiem uzupełnień pułku był Mostar.
Od 1908 komenda pułku oraz I, II i IV bataliony stacjonowały w Trieście. III batalion był nadal detaszowany w Mostarze.
W 1914 roku wszystkie bataliony oprócz III walczyły na froncie wschodnim i wchodziły w skład 55 Brygady 28 Dywizji Piechoty, III Korpusu w 2 Armii. III batalion walczył w Serbii w 13 Brygadzie Górskiej, 13 Dywizji Piechoty, XVI Korpusie w 6 Armii.

## Żołnierze
Komendanci pułku
- płk Miloš Stojsavljević (1894, 1 maja 1898 roku mianowany generałem majorem)
- płk Eduard Żeravica (1900)
- płk Franz Fritsch (1903–1904)
- płk Franz Fritsch Edler von Falkenklau (1905–1907)
- płk Rudolf Vukovic de Podkapelski (1908–1909)
- płk Johann Hubl (1910–1912)
- płk Anton Klein (1913–1914)

Oficerowie pułku
- ppor. rez. Michał Stefanicki